# Erich Renhart
Erich Renhart (* 1959 in Graz) ist ein österreichischer katholischer Theologe.

## Leben
Das Studium der Theologie an der Universität Graz schloss er mit der Promotion 1991 ab. Nach der Habilitation (2003) für das Fach Liturgiewissenschaft ist er Leiter des VESTIGIA-Manuscript Research Centre an der KFU Graz sowie des ZEBS-Zentrum für die Erforschung des Buch- und Schrifterbes (2009). Forschungsschwerpunkte betreffen das östliche Christentum und orientalische Liturgien, insbesondere die syrische und armenische Tradition.

## Schriften (Auswahl)
- mit Maximilian Liebmann und Karl Matthäus Woschitz: Metamorphosen des Eingedenkens. Gedenkschrift der Katholisch-Theologischen Fakultät der Karl-Franzens-Universität Graz 1945–1995. Verlag Styria, Graz/Wien/Köln 1995, ISBN 3-222-12359-4.